# William James Russell

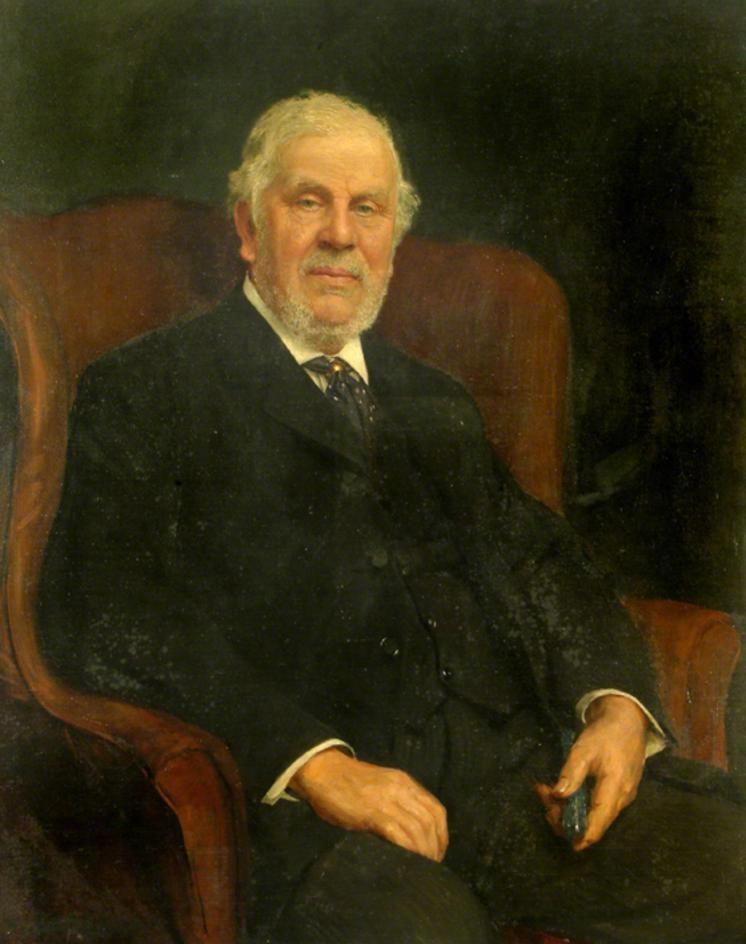
William James Russell

William James Russell (auch Wilhelm Jonas Russell) (* 1830; † 1909) war ein britischer Chemiker.

## Leben
Russell erwarb 1854 in Heidelberg den Doktorgrad. 1860 wurde er Professor am Bedford College London. 1880 begann er mit Untersuchungen und Messungen des Londoner Nebels. Von 1894 bis 1897 war er Präsident des Institute of Chemistry of Great Britain and Ireland.  Nach ihm ist der photographische Russel-Effekt benannt.

## Schriften
- On the Action of Wood on a Photographic Plate in the Dark. 1904

## Belege
1. ↑   Bunsen, Schwandner: Gasometrische Methoden; S. 28
2. ↑  Eintrag zu Russell; William James (1830 - 1909) im Archiv der Royal Society, London
3. ↑  Chemistry in Britain, Band 18, Chemical Education Trust Fund for the Chemical Society and the Royal Institute of Chemistry, 1982
4. ↑   Hans K. Kerner Lexikon der Reprotechnik, S. 308
5. ↑  Dokument MS/373/120 im Archiv der Royal Society, London

| Personendaten    | Personendaten          |
| ---------------- | ---------------------- |
| NAME             | Russell, William James |
| ALTERNATIVNAMEN  | Russell, Wilhelm Jonas |
| KURZBESCHREIBUNG | britischer Chemiker    |
| GEBURTSDATUM     | 1830                   |
| STERBEDATUM      | 1909                   |